# Shahlo Mahmudova
Shahlo Mahmudova est une femme politique ouzbèke. Elle est ministre des Affaires étrangères de 1991 à 1992.